# Partecipanti al Grand Prix de Denain 2023
Elenco dei partecipanti al Grand Prix de Denain 2023.
Il Grand Prix de Denain 2023 è stato la sessantaquattresima edizione della corsa. Alla competizione presero parte 19 squadre: 9 con licenza UCI World Tour 2023, 7 UCI ProTeam e 3 UCI Continental Team.
Accreditati alla partenza 129 ciclisti.

## Corridori per squadra
Nota: R ritirato, NP non partito, FT fuori tempo, SQ squalificato
| Cofidis                 | Cofidis                | Cofidis                | AG2R Citroën Team        | AG2R Citroën Team        | AG2R Citroën Team        | Alpecin-Deceuninck               | Alpecin-Deceuninck               | Alpecin-Deceuninck               |
| ----------------------- | ---------------------- | ---------------------- | ------------------------ | ------------------------ | ------------------------ | -------------------------------- | -------------------------------- | -------------------------------- |
| N°                      | Ciclista               | Clas.                  | N°                       | Ciclista                 | Clas.                    | N°                               | Ciclista                         | Clas.                            |
| 1                       | Max Walscheid          | 40°                    | 11                       | Stan Dewulf              | 53°                      | 21                               | Axel Laurance                    | 66°                              |
| 2                       | Piet Allegaert         | R                      | 12                       | Pierre Gautherat         | 26°                      | 22                               | Ramon Sinkeldam                  | 58°                              |
| 3                       | André Carvalho         | 81°                    | 13                       | Paul Lapeira             | 10°                      | 23                               | Dries De Bondt                   | 45°                              |
| 4                       | Eddy Finé              | R                      | 14                       | Valentin Retailleau      | R                        | 24                               | Tobias Bayer                     | R                                |
| 5                       | Wesley Kreder          | 15°                    | 15                       | Bastien Tronchon         | 54°                      | 25                               | Maurice Ballerstedt              | 68°                              |
| 6                       | Christophe Noppe       | R                      | 16                       | Damien Touzé             | 78°                      | 26                               | Timo Kielich                     | 3°                               |
| 7                       | Jelle Wallays          | 44°                    | 17                       | Clément Venturini        | R                        | 27                               | Lionel Taminiaux                 | 47°                              |
| Groupama-FDJ            | Groupama-FDJ           | Groupama-FDJ           | Intermarché-Circus-Wanty | Intermarché-Circus-Wanty | Intermarché-Circus-Wanty | Jumbo-Visma                      | Jumbo-Visma                      | Jumbo-Visma                      |
| N°                      | Ciclista               | Clas.                  | N°                       | Ciclista                 | Clas.                    | N°                               | Ciclista                         | Clas.                            |
| 31                      | Lewis Askey            | 14°                    | 41                       | Arne Marit               | 62°                      | 52                               | Tim van Dijke                    | 2°                               |
| 32                      | Clément Davy           | R                      | 42                       | Hugo Page                | 34°                      | 53                               | Loe van Belle                    | 20°                              |
| 33                      | Enzo Paleni            | R                      | 43                       | Tom Paquot               | 27°                      | 54                               | Olav Kooij                       | 59°                              |
| 34                      | Paul Penhoët           | 80°                    | 44                       | Axel Huens               | 56°                      | 55                               | Timo Roosen                      | 43°                              |
| 35                      | Laurence Pithie        | 65°                    | 45                       | Laurenz Rex              | 43°                      | 56                               | Tosh Van Der Sande               | 32°                              |
| 36                      | Samuel Watson          | 6°                     | 46                       | Taco van der Hoorn       | 8°                       | 57                               | Lars Boven                       | 67°                              |
| 37                      | Bram Welten            | R                      | 47                       | Roel v. Sintmaartensdijk | 33°                      |                                  |                                  |                                  |
| Team Arkéa-Samsic       | Team Arkéa-Samsic      | Team Arkéa-Samsic      | Trek-Segafredo           | Trek-Segafredo           | Trek-Segafredo           | UAE Team Emirates                | UAE Team Emirates                | UAE Team Emirates                |
| N°                      | Ciclista               | Clas.                  | N°                       | Ciclista                 | Clas.                    | N°                               | Ciclista                         | Clas.                            |
| 61                      | Daniel McLay           | 12°                    | 71                       | Marc Brustenga           | 87°                      | 81                               | Sjoerd Bax                       | R                                |
| 62                      | Louis Barré            | R                      | 72                       | Edward Theuns            | R                        | 82                               | Mikkel Bjerg                     | 5°                               |
| 63                      | Hugo Hofstetter        | R                      | 73                       | Emīls Liepiņš            | 75°                      | 83                               | Felix Groß                       | R                                |
| 64                      | Anthony Delaplace      | 25°                    | 74                       | Thibau Nys               | R                        | 84                               | Juan Sebastián Molano            | 1°                               |
| 65                      | David Dekker           | R                      | 75                       | Mathias Vacek            | 57°                      | 85                               | Pascal Ackermann                 | R                                |
| 66                      | Łukasz Owsian          | R                      |                          |                          |                          | 86                               | Ryan Gibbons                     | 35°                              |
| 67                      | Andrij Ponomar         | 60°                    | 87                       | Michael Vink             | 85°                      |                                  |                                  |                                  |
| Bingoal WB              | Bingoal WB             | Bingoal WB             | Human Powered Health     | Human Powered Health     | Human Powered Health     | Lotto Dstny                      | Lotto Dstny                      | Lotto Dstny                      |
| N°                      | Ciclista               | Clas.                  | N°                       | Ciclista                 | Clas.                    | N°                               | Ciclista                         | Clas.                            |
| 91                      | Dorian De Maeght       | NP                     | 101                      | Stanisław Aniołkowski    | 83°                      | 111                              | Sébastien Grignard               | 49°                              |
| 92                      | Luca De Meester        | 38°                    | 102                      | Alan Banaszek            | 23°                      | 112                              | Branko Huys                      | 73°                              |
| 93                      | Cériel Desal           | 84°                    | 103                      | Charles-É. Chrétien      | 69°                      | 113                              | Lorenz van de Wynkele            | R                                |
| 94                      | Karl Patrick Lauk      | 74°                    | 104                      | Chad Haga                | NP                       | 114                              | Milan Menten                     | 7°                               |
| 95                      | Ludovic Robeet         | R                      | 105                      | Colin Joyce              | 55°                      | 115                              | Michael Schwarzmann              | 39°                              |
| 96                      | Guil. Van Keirsbulck   | 18°                    | 106                      | Barnabás Peák            | R                        | 116                              | Rüdiger Selig                    | 13°                              |
| 97                      | Nathan Vandepitte      | 31°                    | 107                      | Benjamin Perry           | 51°                      | 117                              | Liam Slock                       | 28°                              |
| Q36.5 Pro Cycling Team  | Q36.5 Pro Cycling Team | Q36.5 Pro Cycling Team | Corratec Selle Italia    | Corratec Selle Italia    | Corratec Selle Italia    | Team Flanders-Baloise            | Team Flanders-Baloise            | Team Flanders-Baloise            |
| N°                      | Ciclista               | Clas.                  | N°                       | Ciclista                 | Clas.                    | N°                               | Ciclista                         | Clas.                            |
| 121                     | Fabio Christen         | 72°                    | 131                      | Antonio Barać            | R                        | 141                              | Jules Hesters                    | R                                |
| 122                     | Filippo Colombo        | 71°                    | 132                      | Nicolas Dalla Valle      | 64°                      | 142                              | Sander De Pestel                 | 48°                              |
| 123                     | Tom Devriendt          | R                      | 133                      | Giulio Masotto           | R                        | 143                              | Gilles De Wilde                  | 21°                              |
| 124                     | Kamil Małecki          | R                      | 134                      | Charlie Quarterman       | R                        | 144                              | Milan Fretin                     | 37°                              |
| 125                     | Nicolò Parisini        | R                      | 135                      | Lorenzo Quartucci        | R                        | 145                              | Tuur Dens                        | 71°                              |
| 126                     | Szymon Sajnok          | R                      | 136                      | Etienne van Empel        | R                        | 146                              | Ward Vanhoof                     | 41°                              |
| 127                     | Nickolas Zukowsky      | 30°                    | 137                      | Samuele Zambelli         | 70°                      | 147                              | Aaron Verwilst                   | R                                |
| TotalEnergies           | TotalEnergies          | TotalEnergies          | CIC U Nantes Atlantique  | CIC U Nantes Atlantique  | CIC U Nantes Atlantique  | Go Sport-Roubaix Lille Métropole | Go Sport-Roubaix Lille Métropole | Go Sport-Roubaix Lille Métropole |
| N°                      | Ciclista               | Clas.                  | N°                       | Ciclista                 | Clas.                    | N°                               | Ciclista                         | Clas.                            |
| 151                     | Edvald Boasson Hagen   | 4°                     | 161                      | Pierre Barbier           | 79°                      | 171                              | Samuel Leroux                    | 77°                              |
| 152                     | Thomas Bonnet          | 61°                    | 162                      | Enzo Boulet              | R                        | 172                              | Rait Ärm                         | 29°                              |
| 154                     | Émilien Jeannière      | R                      | 163                      | Léo Danès                | 50°                      | 173                              | Célestin Guillon                 | R                                |
| 155                     | Lorrenzo Manzin        | R                      | 164                      | Maël Guégan              | 16°                      | 174                              | Maxime Jarnet                    | 11°                              |
| 156                     | Dries Van Gestel       | R                      | 165                      | Rasmus S. Pedersen       | R                        | 175                              | Tom Mainguenaud                  | 76°                              |
| 157                     | Mattéo Vercher         | 86°                    | 166                      | Nolann Mahoudo           | 36°                      | 176                              | Jérémy Leveau                    | 42°                              |
|                         |                        |                        | 167                      | Emmanuel Morin           | 19°                      | 177                              | Norman Vahtra                    | 22°                              |
| St Michel-Mavic-Auber93 |                        |                        |                          |                          |                          |                                  |                                  |                                  |
| N°                      | Ciclista               | Clas.                  |                          |                          |                          |                                  |                                  |                                  |
| 181                     | Rudy Barbier           | 63°                    |                          |                          |                          |                                  |                                  |                                  |
| 182                     | Romain Cardis          | 82°                    |                          |                          |                          |                                  |                                  |                                  |
| 183                     | Nicolas Debeaumarché   | R                      |                          |                          |                          |                                  |                                  |                                  |
| 184                     | Théo Delacroix         | 24°                    |                          |                          |                          |                                  |                                  |                                  |
| 185                     | Thomas Gachignard      | 9°                     |                          |                          |                          |                                  |                                  |                                  |
| 186                     | Joris Delbove          | 52°                    |                          |                          |                          |                                  |                                  |                                  |
| 187                     | Florian Rapiteau       | R                      |                          |                          |                          |                                  |                                  |                                  |